# Paratriarius boucardi
Paratriarius boucardi es una especie de insecto coleóptero de la familia Chrysomelidae.
Fue descrita científicamente en 1912 por Bowditch.